# Norwegische Badmintonmeisterschaft 1978
Die Norwegische Badmintonmeisterschaft 1978 fand vom 3. bis zum 5. Februar 1978 in Sandefjord statt. Es war die 34. Austragung der nationalen Meisterschaften von Norwegen im Badminton.

## Finalergebnisse
| Disziplin    | Sieger                               | Finalist                       | Ergebnis            |
| ------------ | ------------------------------------ | ------------------------------ | ------------------- |
| Herreneinzel | Knut Engebretsen                     | Petter Thoresen                | 15:13, 12:15, 15:11 |
| Dameneinzel  | Else Thoresen                        | Kari Histøl                    | 12:10, 3:11, 11:7   |
| Herrendoppel | Terje Dag Østhassel Knut Engebretsen | Haakon Ringdal Petter Thoresen | 2:0                 |
| Damendoppel  | Else Thoresen Anne Svarstad          | Kari Histøl Kjersti Torp       | 2:0                 |
| Mixed        | Haakon Ringdal Anne Svarstad         | Hans Sperre Else Thoresen      | 2:0                 |